# Les Clouzeaux
Les Clouzeaux sont une ancienne commune française située dans le département de la Vendée et la région Pays-de-la-Loire. Ses habitants sont appelés Cluzéliens et Cluzéliennes.
Avec Aubigny, elle devient une commune déléguée d’Aubigny-les-Clouzeaux au 1er janvier 2016.

## Géographie
Le territoire municipal des Clouzeaux s'étend sur 2 650 hectares. L'altitude moyenne de la commune est de 59 mètres, avec des niveaux fluctuant entre 37 et 77 mètres,.
La commune des Clouzeaux se situe entre 35 et 69 mètres d'altitude aux confluents de nombreux ruisseaux et rivières comme  l'Ornay, la Livraie ou encore la Tinouze. La commune se trouve à 10 minutes de  La Roche-sur-Yon et à 20 minutes des plages de l'Atlantique.

### Communes limitrophes
| Landeronde              | Venansault      | La Roche-sur-Yon |
| Sainte-Flaive-des-Loups | Clouzeaux       |                  |
|                         | Nieul-le-Dolent | Aubigny          |

## Toponymie
En poitevin, la commune est appelée Lés Clouseas.

## Histoire

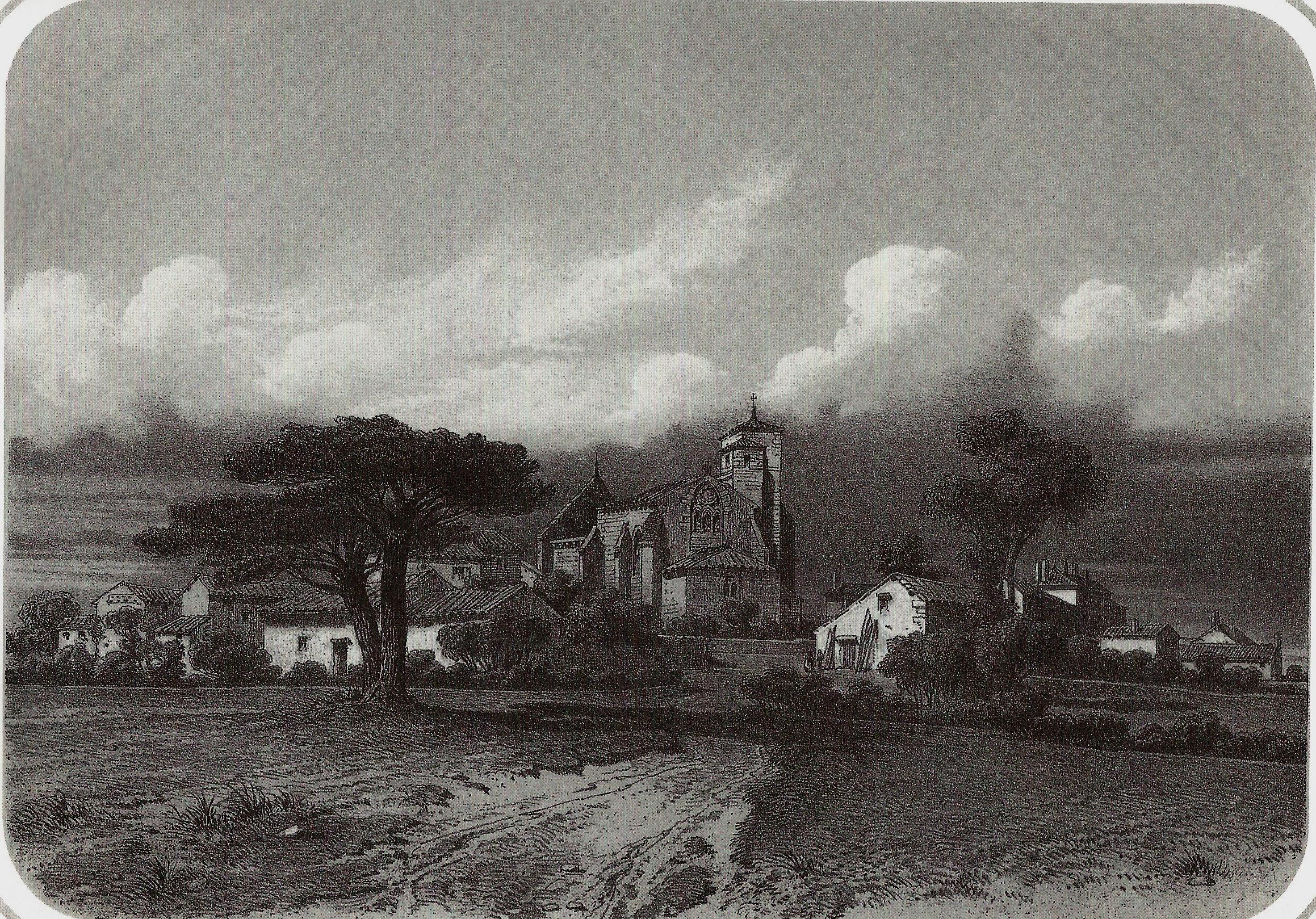
Les Clouzeaux, gravure de Thomas Drake, vers 1850.

L'église d'architecture gothique du quatorzième siècle possède une rosace sur sa façade ainsi que quelques vitraux. Dans la nuit du 7 janvier 1948 la foudre frappe une fenêtre du clocher qui tomba dans la nef.
La commune fut insurgée lors des guerres de Vendée le royaliste Charette y tua Nicolas Haxo le républicain lors de la bataille des Clouzeaux.
Trois châteaux et logis se situent sur le territoire de la commune dans les lieux dits de la Génerie, la Rochette et la Gautronnière.
Le monument aux morts représentant une vendéenne impuissante lors de la guerre fut érigé en 1947 par les frères Martel.

### Héraldique
| Blason | Blasonnement : D'azur aux dix billettes d'argent ordonnées 4, 3, 2 et 1, aux trois abeilles d'or, le tout enfermé dans un orle du même. |

## Transport
À partir du 22 août 2011, la ligne C de bus du réseau Impulsyon relie le bourg des Clouzeaux au centre-ville de La Roche sur Yon en 22 minutes. Cette ligne dessert les arrêts de la Prairie, de l'Église, de la Mairie, de la Tinouze et de la Soulinière. Au total, il y a 10 navettes par jour aller ainsi que 10 retour pour l'année 2011-2012.

## Politique et administration

### Liste des maires
| Période                                  | Période          | Identité                                 | Étiquette | Qualité                                                                               |
| ---------------------------------------- | ---------------- | ---------------------------------------- | --------- | ------------------------------------------------------------------------------------- |
| Les données manquantes sont à compléter. |                  |                                          |           |                                                                                       |
| 1904                                     | 1925 (démission) | Louis Aimé Rambaud                       |           | Propriétaire                                                                          |
| 1925                                     | mai 1944 (décès) | Pierre Louis Rambaud (Fils du précédent) | Rép.ind.  | Médecin Sénateur de la Vendée (1933 → 1944) Conseiller d'arrondissement (1931 → 1937) |
| 1944                                     | octobre 1947     | Louis Rambaud                            |           |                                                                                       |
| octobre 1947                             | mars 1965        | Félix Lebon                              |           | Négociant                                                                             |
| mars 1965                                | mars 1983        | René Mignen                              |           | Retraité                                                                              |
| mars 1983                                | mars 2001        | Pierre Béasse                            |           | Technicien au service départemental vétérinaire                                       |
| mars 2001                                | 31 décembre 2015 | Jacques Péroys                           | DVG       | Conseiller en entreprises agricoles                                                   |

### Liste des maires délégués
| Période         | Période                         | Identité             | Étiquette | Qualité                                 |
| --------------- | ------------------------------- | -------------------- | --------- | --------------------------------------- |
| 9 janvier 2016  | 25 mai 2020                     | Jacques Péroys       | DVG       | Conseiller en entreprises agricoles     |
| 25 mai 2020     | 8 juillet 2020 (démissionnaire) | Jean-Pierre Mignen,  |           | Gérant de société                       |
| 30 juillet 2020 | 11 mars 2023                    | Angélique Pasquereau |           | Assistante en administration des ventes |
| 11 mars 2023    | En cours                        | Louis Bruillot,      |           | Directeur d’usine à la retraite         |

## Démographie

### Évolution démographique
L'évolution du nombre d'habitants est connue à travers les recensements de la population effectués dans la commune depuis 1800. À partir du 1er janvier 2009, les populations légales des communes sont publiées annuellement dans le cadre d'un recensement qui repose désormais sur une collecte d'information annuelle, concernant successivement tous les territoires communaux au cours d'une période de cinq ans. 
Pour les communes de moins de 10 000 habitants, une enquête de recensement portant sur toute la population est réalisée tous les cinq ans, les populations légales des années intermédiaires étant quant à elles estimées par interpolation ou extrapolation. Pour la commune, le premier recensement exhaustif entrant dans le cadre du nouveau dispositif a été réalisé en 2005,.
En 2015, la commune comptait 2 604 habitants, en évolution de +6,16 % par rapport à 2008 (Vendée : +5,7 %, France hors Mayotte : +2,49 %).
| 1800 | 1806 | 1821 | 1831 | 1836 | 1841 | 1846 | 1851 | 1856 |
| ---- | ---- | ---- | ---- | ---- | ---- | ---- | ---- | ---- |
| 424  | 610  | 701  | 757  | 773  | 853  | 906  | 923  | 953  |

| 1861 | 1866  | 1872  | 1876  | 1881  | 1886  | 1891  | 1896  | 1901  |
| ---- | ----- | ----- | ----- | ----- | ----- | ----- | ----- | ----- |
| 980  | 1 012 | 1 083 | 1 089 | 1 181 | 1 202 | 1 216 | 1 237 | 1 255 |

| 1906  | 1911  | 1921  | 1926  | 1931  | 1936  | 1946  | 1954  | 1962  |
| ----- | ----- | ----- | ----- | ----- | ----- | ----- | ----- | ----- |
| 1 312 | 1 221 | 1 119 | 1 078 | 1 105 | 1 128 | 1 111 | 1 046 | 1 088 |

| 1968  | 1975  | 1982  | 1990  | 1999  | 2005  | 2010  | 2013  | - |
| ----- | ----- | ----- | ----- | ----- | ----- | ----- | ----- | - |
| 1 038 | 1 630 | 1 848 | 1 960 | 2 107 | 2 348 | 2 529 | 2 591 | - |

### Pyramide des âges
La population de la commune est relativement jeune. Le taux de personnes d'un âge supérieur à 60 ans (15,1 %) est en effet inférieur au taux national (21,6 %) et au taux départemental (25,1 %).
Contrairement aux répartitions nationale et départementale, la population masculine de la commune est supérieure à la population féminine (50,7 % contre 48,4 % au niveau national et 49 % au niveau départemental).
La répartition de la population de la commune par tranches d'âge est, en 2007, la suivante :
- 50,7 % d’hommes (0 à 14 ans = 21,2 %, 15 à 29 ans = 16,8 %, 30 à 44 ans = 22,9 %, 45 à 59 ans = 24,9 %, plus de 60 ans = 14,2 %) ;
- 49,3 % de femmes (0 à 14 ans = 21,9 %, 15 à 29 ans = 15,2 %, 30 à 44 ans = 24,2 %, 45 à 59 ans = 22,6 %, plus de 60 ans = 16,1 %).

| Hommes | Classe d’âge | Femmes |
| ------ | ------------ | ------ |
| 0,0    | 90 ans ou +  | 0,3    |
| 3,2    | 75 à 89 ans  | 4,8    |
| 11,0   | 60 à 74 ans  | 11,0   |
| 24,9   | 45 à 59 ans  | 22,6   |
| 22,9   | 30 à 44 ans  | 24,2   |
| 16,8   | 15 à 29 ans  | 15,2   |
| 21,2   | 0 à 14 ans   | 21,9   |

| Hommes | Classe d’âge | Femmes |
| ------ | ------------ | ------ |
| 0,4    | 90 ans ou +  | 1,2    |
| 7,3    | 75 à 89 ans  | 10,6   |
| 14,9   | 60 à 74 ans  | 15,7   |
| 20,9   | 45 à 59 ans  | 20,2   |
| 20,4   | 30 à 44 ans  | 19,3   |
| 17,3   | 15 à 29 ans  | 15,5   |
| 18,9   | 0 à 14 ans   | 17,4   |

## Lieux et monuments

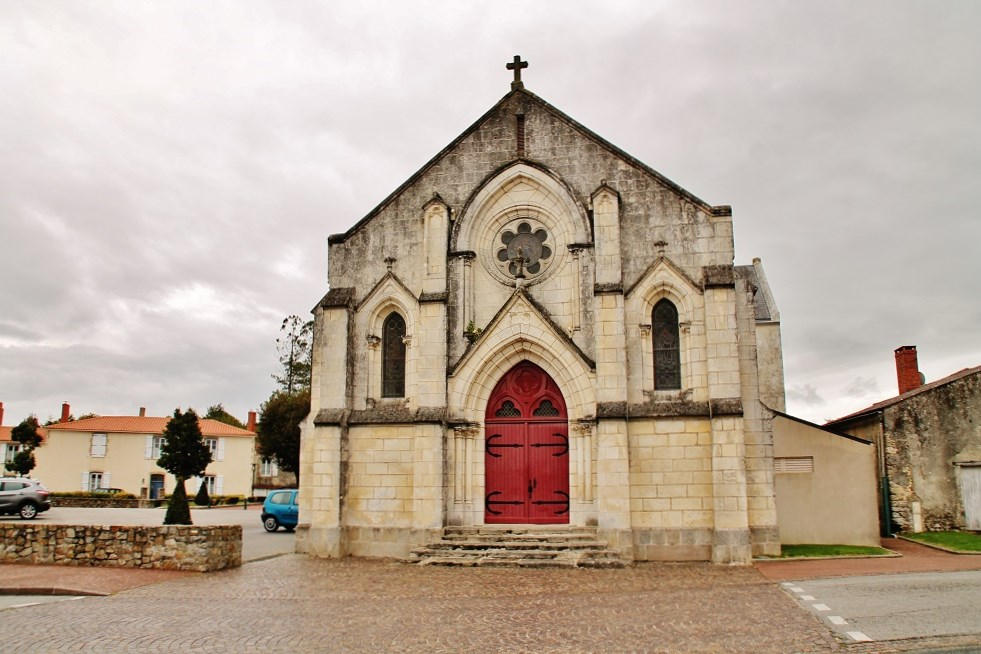
L'église Saint-Pierre.

- L'église paroissiale Saint-Pierre.
- L'aire de loisirs au centre bourg avec plan d'eau.
- Le lieu présumé de la tombe du général Haxo (guerres de Vendée), stèle à 1 km à droite par la D 4.
- Le monument aux morts (1947), œuvre des frères Martel, représentant une vendéenne en vêtements traditionnels et impuissante face à la guerre.
- Le logis de la Gautronnière, demeure renaissance (privée) sur la D 4.
- Le château de la Rochette (privé) 1909, visible à droite sur la D 50.
- Le château de la Générie (privé) visible sur la RD 80.